# Олімпія (Біда)
Олімпія Біда (хресне ім'я Ольга, 1903, Цеблів — 23 січня 1952, Харськ Молчанівського району Томської області, Росія, тоді РРФСР) — українська монахиня зі Згромадження Св. Йосифа, зарахована до лику блаженних.

## Життєпис
Олімпія Біда народилася у 1903 року в селі Цеблів Сокальського району Львівської області.
У ранньому віці вступила до монастиря Сестер Згромадження Св. Йосифа. У 1938 році була переведена до м. Хирова, де стала настоятелькою монастиря.
У 1950 році була арештована солдатами НКВД разом з сестрами Лаврентією та Глікерією (Катерина Ходань) і вивезені до м. Борислава. Згодом їх перевезли до м. Томська, а тоді до с. Харськ. Сестра Олімпія терпеливо зносила нелюдські умови життя.
Померла 23 січня 1952 року в с. Харськ Томської області де і була похована.

## Вшанування
Обряд беатифікації відбувся 27 червня 2001 року в м. Львові під час Святої Літургії у візантійському обряді за участі папи Івана Павла II.